# Amnicon Falls State Park
Südöstlich der Stadt Superior liegt der Amnicon Falls State Park an den Wasserfällen des Amnicon River.

## Geographie
Im State Park teilt sich der Fluss in drei Arme, zwischen denen Inseln liegen. Diese Flussarme haben drei verschiedene Wasserfälle: 
- Now and Then Falls
- Upper Fals
- Snake Pit Falls

## Geologie
Entlang der Douglas-Verwerfung gab es vor einer halben Milliarde Jahren einige Erdbeben. Vor einer Milliarde Jahren trat Lava aus, die später zu dunklem Basalt erstarrte. Bei den Lower Falls gibt es Sandsteine, der aus Sedimenten von prähistorischen Flüssen besteht. An einigen Stellen gibt es Sandsteinklippen. Während der letzten Eiszeit brachte der Kanadische Schild verschiedene andere Gesteine wie Granit oder Gneis.

## Geschichte
1932 kaufte das Douglas County 60 acre und erhielt weitere 65 acre geschenkt. Aus dem Land wurde der Bardon Park gegründet. Zwischen den 1930er und 1940er Jahren wurde der Park dem Ort Amnicon übergeben. In dieser Zeit kümmerten Leute aus dem Civilian Conservation Corps um den Park. Danach wuchs die Größe auf 160 acre sowie die Popularität, sodass die Erhaltungskosten stiegen und der State Park an das County zurückgegeben wurde. 1961 änderte man die Form zu einem State Park und gab ihm den heutigen Namen. Später wuchs der Park auf die heutige Größe an.

## Flora und Fauna
Im State Park kommen diverse Säugetiere wie Hirsche, Kojoten, Füchse, Waschbären und Stachelschweine vor. Entlang des Flusses leben auch Nerze und Otter. Weiterhin gibt es verschiedene Vogelarten wie z. B. Kragenhühner.
Als Pflanzenarten kommen Nutka-Himbeeren (Rubus nutkanus) und verschiedene Pilzarten vor.